# Мони
Мо́ни (монська မောန်; бірм. မွန်လူမျိုး‌ [mʊ̀ɴ lù mjó]; тай. มอญ) — мон-кхмерський народ Індокитаю (Південно-Східна Азія).

## Етноніми
Мони, точніше мон — це автонім народу, що означає «людина». Інший поширений етнонім монів — талаїн(г) є бірманським екзонімом.

## Територія проживання і чисельність

Територія проживання монів на мапі М'янми

Мони проживають на півдні М'янми, переважно в штаті Мон і прилеглих територіях та на південному заході Таїланду.
Є дуже значне розходження у даних щодо чисельності монів. Згідно з офіційною бірманською статистикою кількість монів не перевищує 1 млн. Однак за доволі сміливими припущеннями промонськи налаштованих експертів чисельність монів у М'янмі є близькою до 8 млн. Чисельність монської громади в Таїланді є стабільною з 1970-х років — бл. 120 тис. Загальна чисельність монів оцінково становить бл. 8 млн.

## Мова, діалекти й релігія
Мони розмовляють монською мовою (талаїнг або пегу) мон-кхмеської групи австроазіатської мовної родини. Серед монів поширений білінгвізм (бірманська і тайська мови).
Основні діалекти — мон нья, мон танг, мон те.
Один з монських діалектів матабан-мулмейн (мон те) має власну писемність північно-індійського походження, що своїм корінням сягає VI століття.
За віросповіданням мони є буддистами (тгеравада); також зберігаються традиційні вірування, пережитки брахманізму тощо.

## Дані з історії
Мони є автохтонним населенням Індокитаю, що раніше за бірманців створили високорозвинуту культуру. Вже у I-му тисячолітті розквіту набули раньодержавні монські формування — Двараваті, Пегу, Татхоун, які знаходилась у тісних зв'язках з давніми царствами Індії (Рамманадеса — індійська назва країни Мон).
Наприкінці 1-го тис. в країну Мон з півночі проникли бірманці. З XVI ст. з підсиленням держав бірманців і шанів країна монів стає ареною боротьби останніх з Сіамом, якbq до кінцяXIII ст. повністю знищив монську державу на території сучасного Таїланду. Тоді ж значна частина монів переселилася до М'янми.
Мони мали значний вплив на матеріальну і духовну культуру бірманців. Крім того, значна частина монів зазнала (і зазнає) асиміляції з боку бірманців і каренів. Основними осередками монського населення, що зберігає традиційну культуру, лишаються гірські райони Тенассеріма, які вже у ХХ ст. стали базою національного відродження.
У середині XX ст. у Бірмі створено Монську національну область. З 1980-х років сильними є відцентрові (щодо бірманської влади) настрої у монському суспільстві, однак через тоталітарний режим у М'янмі чимало монських національних діячів перебувають на еміграції (США, Австралія, Велика Британія і країни Скандинавії). Мони є членами Організації непредставлених націй та народів.

## Господарство і культура

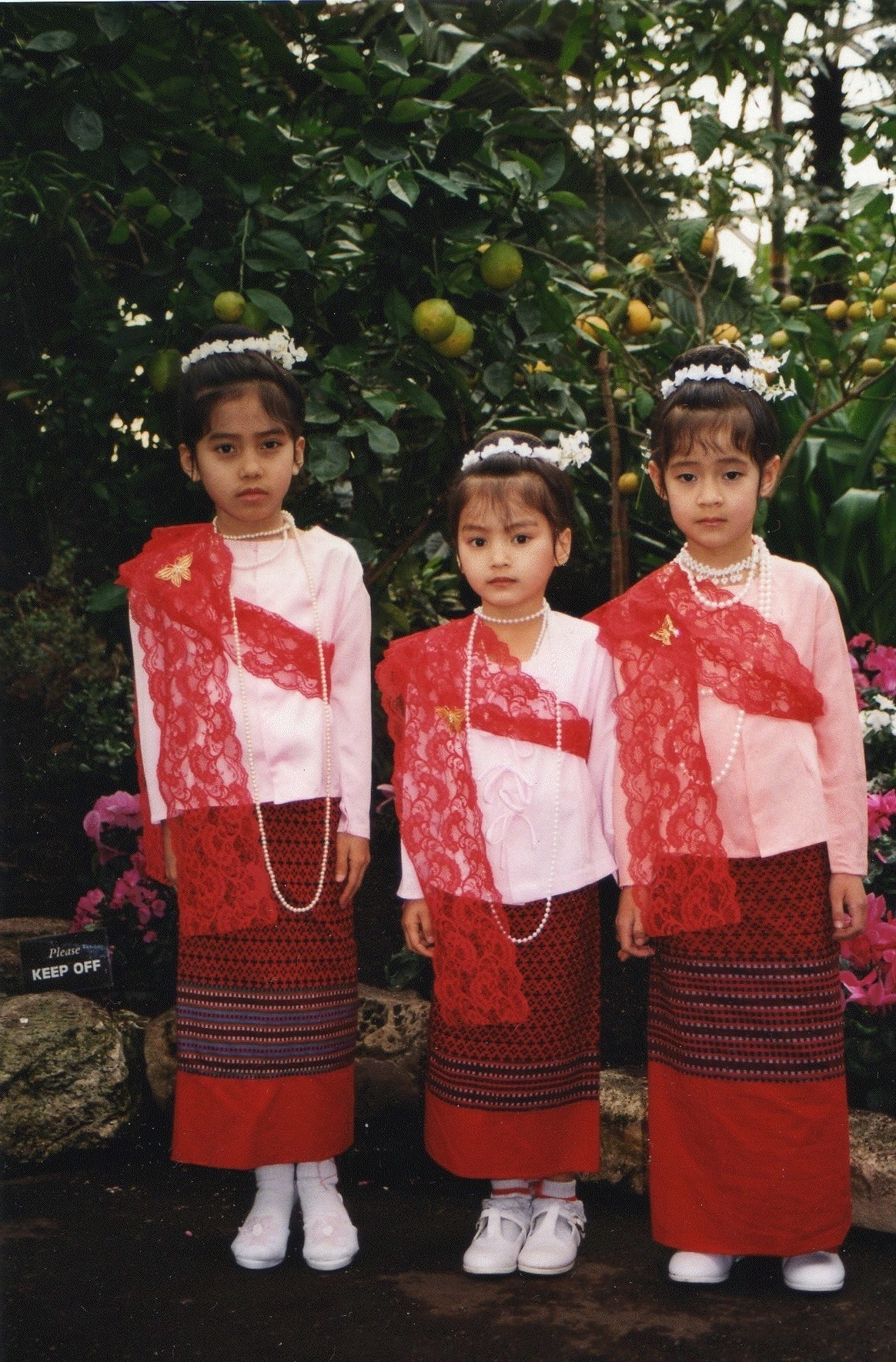
Монські дівчата у національному вбранні, 2007

Основне традиційне заняття монів — поливне рисосіяння (мони були першими у Бірмі, хто збудував іригаційні споруди). Важливе місце також посідають садівництво і овочівництво, рибальство тощо.
Характерними ремеслами монів є ткацтво, гончарство, будування човнів тощо.
Традиційним одягом, як чоловіків, так і жінок є вбрання на кшталт саронгу, в Таїланді — із запозиченими елементами тайського національного костюма.
Фольклор включає оригінальні музичну, танцювальну і театральну та усну традиції.
Поширені музичні інструменти — барабани, гонги, ксилофони, флейти тощо. Розвинуті танцювальне мистецтво, народний і класичний театр.
Зберігаються вшанування духів дерев, будинків, полів, культ предків, астральні вірування, пережитки шаманства; подеколи практикується звичайне у давнішу епоху трупоспалення.
Усна традиція формувалася під впливом буддизму.